# 多米卡洞
多米卡洞是斯洛伐克科希策州羅日尼亞瓦區的一個溶洞，是25公里長的多米卡-巴拉德拉洞穴系統的一部分，該洞穴系統是斯洛伐克和匈牙利共享的喀斯特高原最大的地下水文系統，其中近四分之一位於斯洛伐克境內，擁有大量特有的珍稀動植物物種。該洞穴曾短暫地為斯洛伐克東部最早的居民提供了一個避難所，有非常重要的舊石器時代和新石器時代的考古遺跡。作為奧格泰萊克的喀斯特岩洞群和斯洛伐克的喀斯特地貌的一部分於1995年被列入聯合國教科文組織世界遺產名錄。

## 地質與環境
洞穴形成於矽質推覆體的中三疊世淺韋特施泰因層石灰岩中，沿著構造斷層受從盆地非喀斯特部分排水的較小地下支流的腐蝕和侵蝕活動的影響。該洞穴有豐富的鐘乳石、石筍、石柱、鈣華池等岩溶構造，空氣溫度範圍為10.2°C至11.4°C，相對濕度範圍為95%至98%。在多米卡洞與巴拉德拉洞之間有斯洛伐克和匈牙利的界碑，在2015年兩國拆除了兩個洞穴之間溪流上的金屬柵欄，但由於匈牙利一側的虹吸空間的阻攔，普通遊客仍然無法在兩個洞間來往。在連接兩個洞穴的系統中生活著約500種地下動物，現時已在洞穴系統中發現了16種蝙蝠，其中最主要的一種是約1200至1400只地中海馬蹄蝠。已滅絕的多米卡洞穴熊的骨頭是從主幹通道的沉積物中挖出的。

## 考察與開發
洞穴的入口部分很早就為世人所知，但直到1926年考古學家J·馬吉科才對該洞進行首次勘察。在洞穴的幾個地方發現了居住和生火的遺跡，200多個用碎片重建的容器以及在水邊的細粒壤土中挖掘的帶有石斧印記的梯狀斜坡都是洞穴中陶瓷製造的證據。除了鐵、錐子、箭外，發掘的歐洲最古老的梳子、戒指、手鐲和魚鉤代表了新石器時代歐洲骨製品技術的高峰。洞中還保存了貝殼和動物牙齒製成的吊墜以及用石頭製作的工具，包括光滑的軸、楔子和帶鑽孔的木槌以及劈石用的刀和刮刀。織物製作的證據是在斯洛伐克最古老的壤土中發現的織物印記。洞穴的後部可能是祭祀場所，這裡保存有木炭岩畫。捷克斯洛伐克遊客俱樂部於1930年建造了入口和電力照明並向公眾開放了洞穴，1932年在冥河築壩以供地下乘船旅行。現時，公眾可以到達1315米深處，其中包括140米長的地下乘船。